# Capparis
Genre
Classification APG III (2009)
Capparis est un genre de plantes à fleurs de la famille des Capparaceae.

## Description
Ce sont des arbustes, de petits arbres ou des lianes, glabres, lépidotes ou pubescents.
Les feuilles alternes, simples sont en général coriaces,, à marge entière et avec un pétiole épaissi à l'apex.
La fleur blanche ou mauve comporte 4 (2+2) sépales, souvent avec une glande nectarifère à la base, 4 pétales et des étamines en nombre variable (de 7 à 120).
Le fruit est généralement indéhiscent.

## Utilisation
Le genre Capparis est bien connu en Europe par le câprier commun, Capparis spinosa, arbrisseau méditerranéen cultivé pour ses boutons floraux consommés sous le nom de câpres et ses fruits consommés sous le nom de câprons.

## Liste d'espèces
Selon eFloras, il existerait entre 250 et 400 espèces de Capparis : 
- Capparis arborea (F.Muell.) Maiden –
- Capparis baducca L., Mabouya
- Capparis crotonantha
- Capparis cynophallophora , Bois noir
- Capparis decidua (= C. aphylla)

- Capparis discolor
- Capparis fascicularis DC.

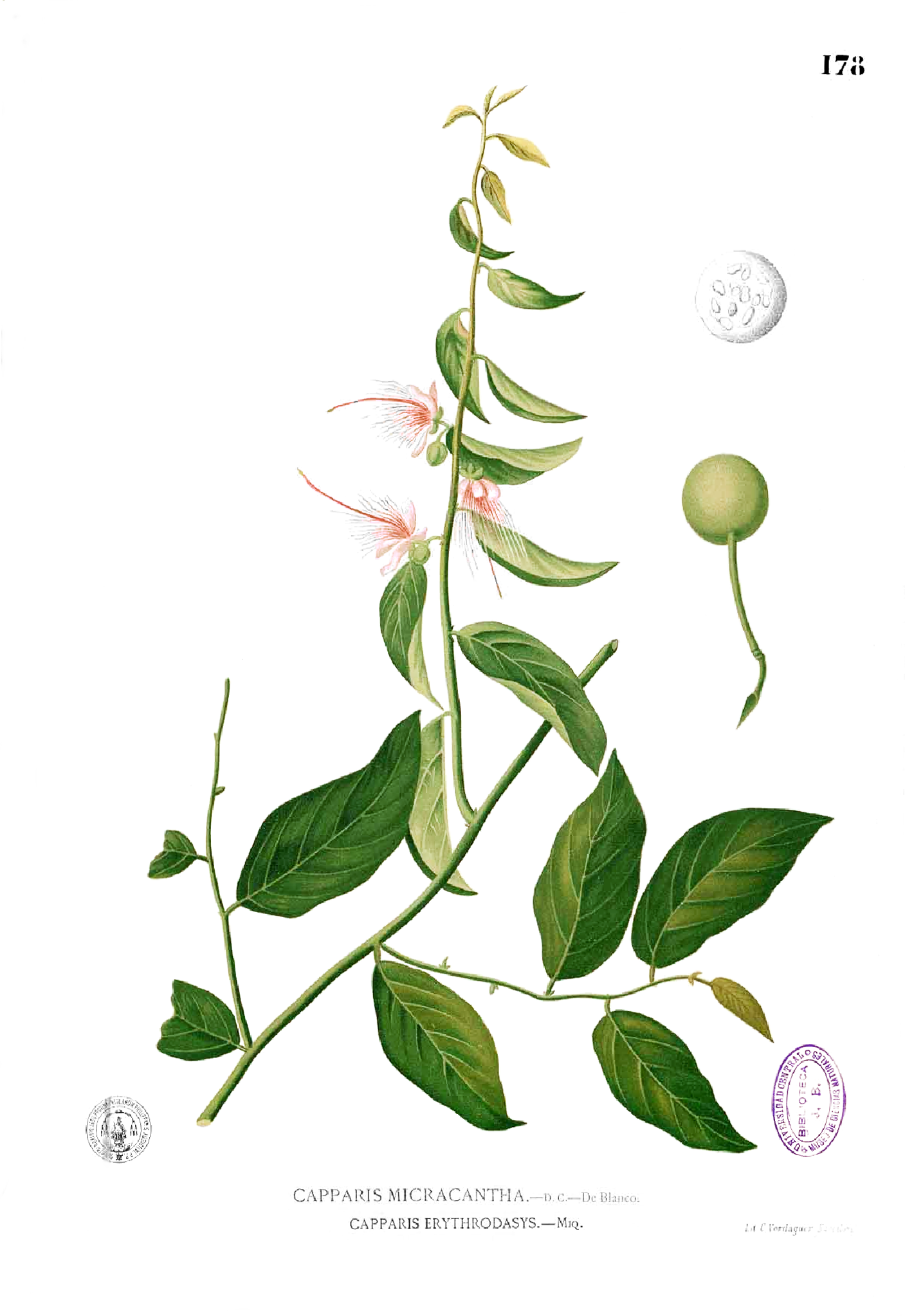
Capparis micracantha, Francisco Manuel Blanco, Flora de Filipinas, etc (1880-1883)

- Capparis flexuosa L. –, bois-couleuvre
- Capparis frondosa
- Capparis grandis
- Capparis hastata Jacq. (= Capparis coccolobifolia Mart. ex Eichl.), mabouya ferrugineux (Petites Antilles)
- Capparis heterophylla
- Capparis heyneana
- Capparis humistrata (F.Muell.) F.Muell.
- Capparis indica, bois de mèche
- Capparis lasiantha R.Br. ex DC.
- Capparis lucida (DC.) R.Br. ex Benth.
- Capparis masaikai (Chine)
- Capparis micracantha
- Capparis mirifica
- Capparis mitchellii  (Australie)
- Capparis mollicella
- Capparis monii

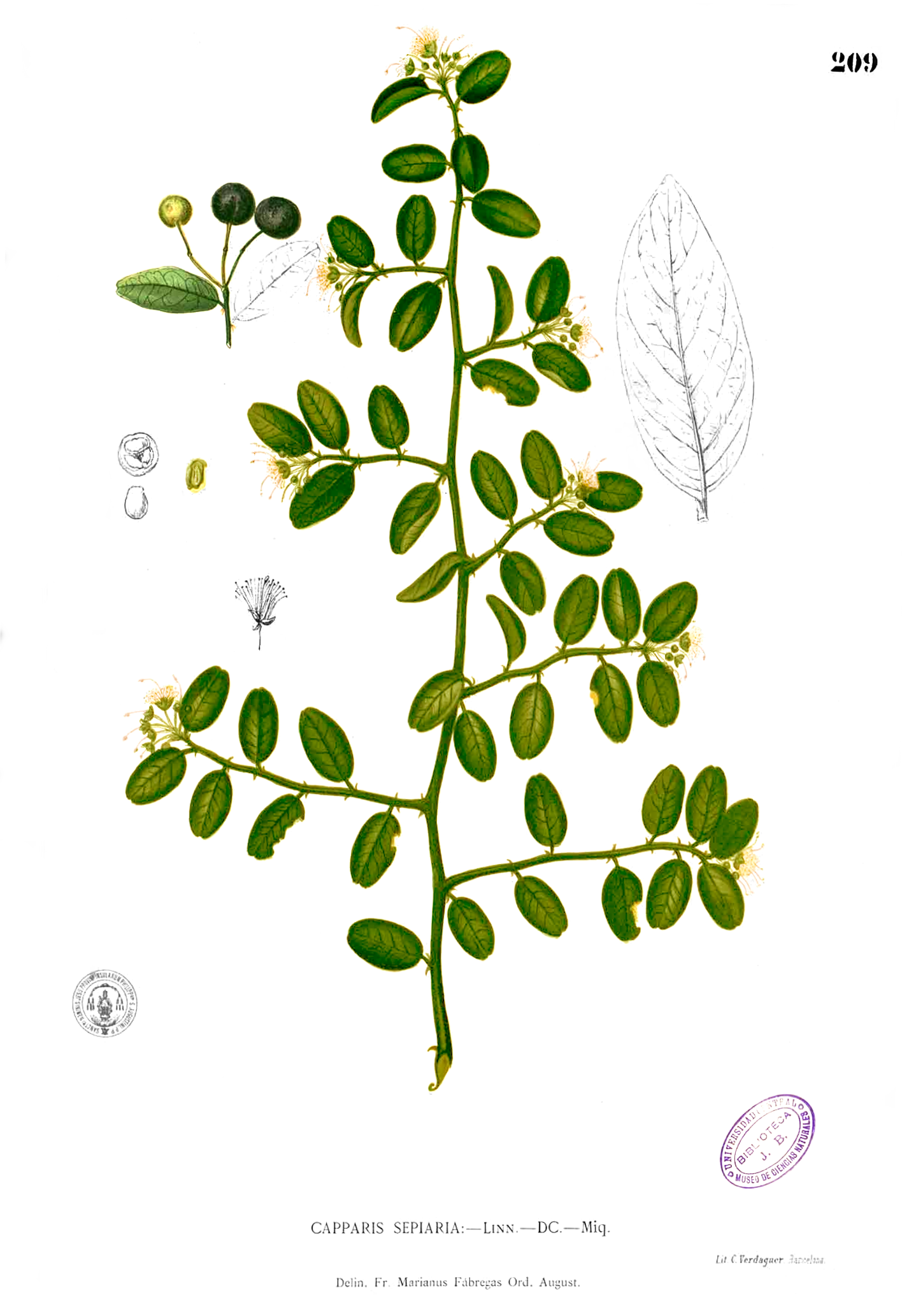
Capparis "sepiaria", Francisco Manuel Blanco, Flora de Filipinas, etc (1880-1883)

- Capparis nobilis (Endl.) F.Muell. ex Benth.
- Capparis ornans F.Muell. ex Benth.
- Capparis ovata
- Capparis pachyphylla
- Capparis panamensis
- Capparis prisca
- Capparis pyrifolia
- Capparis roxburghii
- Capparis sandwichiana DC.(Hawaiʻi)[3]
- Capparis sepiaria L.
  - Capparis sepiaria var. citrifolia (Lam.) Tölken
  - Capparis sepiaria var. subglabra (Oliv.) De Wolf
- Capparis shanesiana F.Muell.
- Capparis spinosa – Câprier
  - Capparis spinosa ssp. nummularia
- Capparis sprucei
- Capparis thozetiana (F.Muell.) F.Muell.
- Capparis tomentosa Lam.
- Capparis uniflora
- Capparis zeylandica L. (= C. linearis Blanco)